# Oxyopes takobius
Oxyopes takobius là một loài nhện trong họ Oxyopidae.
Loài này thuộc chi Oxyopes. Oxyopes takobius được miêu tả năm 1969 bởi Andreeva & Tyschchenko.